# Lexicométrie
La lexicométrie est l'étude quantitative du lexique, à l'aide de méthodes statistiques.

## Histoire
La lexicométrie naît de l'intérêt des linguistes et historiens pour l'informatique naissante dans les années 1950 et 1960, et, d'un point de vue théorique, rend compte d'une attention portée aux approches quantitatives en sciences humaines (notamment l'histoire quantitative), et à la recherche de structures collectives dans le langage, sous influence du structuralisme.
Elle se développe en histoire en France dans les années 1970 et 1980, et prend place dans le tournant linguistique des sciences humaines
, 
avec notamment l'ouvrage de Régine Robin, et les travaux d'historiens tels qu'Antoine Prost, qui a travaillé sur le vocabulaire des proclamations électorales ou de médiévistes comme Jean-Philippe Genet ou Alain Guerreau.
Elle hérite de travaux de linguistes comme Charles Muller, Étienne Brunet, 
et n'est pas sans lien avec l'école française d'analyse des données et les outils développés notamment par Jean-Paul Benzécri (tels que l'analyse factorielle).
Après une période générale de recul des méthodes quantitatives dans les sciences humaines dans les années 1980-1990, la lexicométrie fait son retour au XXIe siècle, dans le cadre du développement des humanités numériques, parmi d'autres méthodes d'analyses des données textuelles.